# エンガチョ

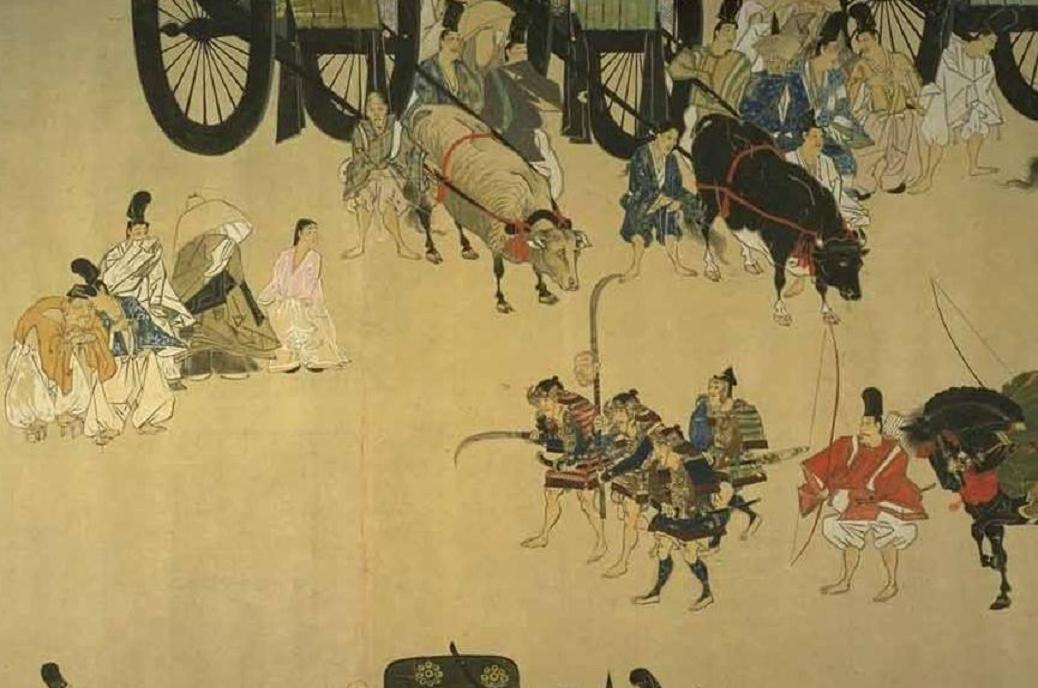
薙刀に結ばれた藤原通憲（信西）の首とそれを見て穢れを防ぐ人々（平治物語絵詞・信西巻）

エンガチョは、日本における民俗風習のひとつ。主に児童の遊びとして取り入れられた風習で、ある種の穢れの感染を防ぐための特別な仕草である。地方や時代によってその呼称は異なっており、エンガチョの他、エンガ、ビビンチョ、エンピ、バリヤーなど複数のバリエーションがある。

## 概要
エンガチョは不浄のものを防ぐために囃したてる子供による口遊びのひとつである。『大辞泉』で語源は不詳とされているが、網野善彦によると、エンは穢や縁を表し、チョは擬音語のチョンが省略されたもので、意味としては「縁（穢）を（チョン）切る」を表すとしている。他に「因果の性（いんがのしょう）」の転訛とする説、「縁が千代切った」の略とする説などがある。口で「エンガチョ」と囃し、指先や身体で防御の印を結ぶことで不浄なものの感染を防ぐ事が可能となっている。

## 歴史
日本の民俗風習に於ける「穢れを防ぐ行為」は古来よりあるとされ、13世紀ごろの『平治物語絵詞』には信西の生首を見ている人々が人差し指と中指を交差させている図が確認できる。エンガチョはこうした古来より培われた鉤十字の魔除に起源を持ち、戦前ごろより頻繁に行われるようになった。呼称は地方によって様々で、エンガチョ、ビビンチョなどと呼ばれた。時代を経るにつれ1960年代からテレビ放映されたウルトラマンや鉄人28号などの影響を受け、バリヤーなどと呼ばれるようにもなった。映画「千と千尋の神隠し」でも使われる場面があった。

## エンガチョの形態
エンガチョは「糞便を踏んでしまう」「トイレの便器に触れてしまう」など、誰かが不浄なものに触れた瞬間を第三者に目撃された段階が起点となる。不浄なものを触れた者は、当該部位を別の第三者にこすり付ける事で穢れから解放されるが、第三者が「エンガチョ」と叫び、印を結ぶと防御することが出来る。民俗学者京馬伸子が1990年『民俗』に発表した論文『子どもとケガレを考える - エンガチョを中心に』ではエンガチョの印に関して複数の形態を図説している。基本的に触れられると移る、という理念の下に幼児の鬼ごっこなどに適用される。実に不思議なことに、誰が教えたか不明のまま幼児の間にいつの間にか流行して定着する現象が半世紀に渡って続いている。
1. 両手を用いて人差し指と親指で輪を作って交差させる。
2. 右手の人差し指と中指を交差させる。
3. 右手の中指と薬指を交差させる。
4. 親指を人差し指と中指の間に入れて握り拳を作る。
5. 人差し指と親指で輪を作る。
6. 両手の人差し指を繋ぎ、第三者に切り離して貰う。

こうした指の形態に加えて腕や脚を交差することで、エンガチョはより強い防御力を発揮することができる。

## 西洋におけるエンガチョのジェスチャーの意味
片手の人差し指と中指を交差させる行為は、西洋においては、試験などに臨む者に対して「君の成功を祈る、頑張って」という意味で用いられる。元々は初期キリスト教において指の交差は十字架を意味し、「神はあなたと共にいる」という意味を表した。